# Aplidium monotonicum
Aplidium monotonicum är en sjöpungsart som beskrevs av Takasi Tokioka 1954. Aplidium monotonicum ingår i släktet Aplidium och familjen klumpsjöpungar. Inga underarter finns listade i Catalogue of Life.